# レタスサンドイッチ
レタスサンドイッチ（英: lettuce sandwich）はパンの代わりにレタスを用いたラップ風の食品を指す場合と、レタスを主な具材としたサンドイッチを指す場合がある。BLTサンドイッチやトマトとレタスのサンドイッチのように、多くの具材の一つとしてレタスを用いるサンドイッチとは区別される。米国と英国では古くから食べられている。文化的に「平凡」「弱さ」「貧困」のメタファーとして用いられてきたが、より近年にはレタスハンバーガーと並んで低炭水化物ダイエットのような食習慣のシンボルと見なされるようになっている。

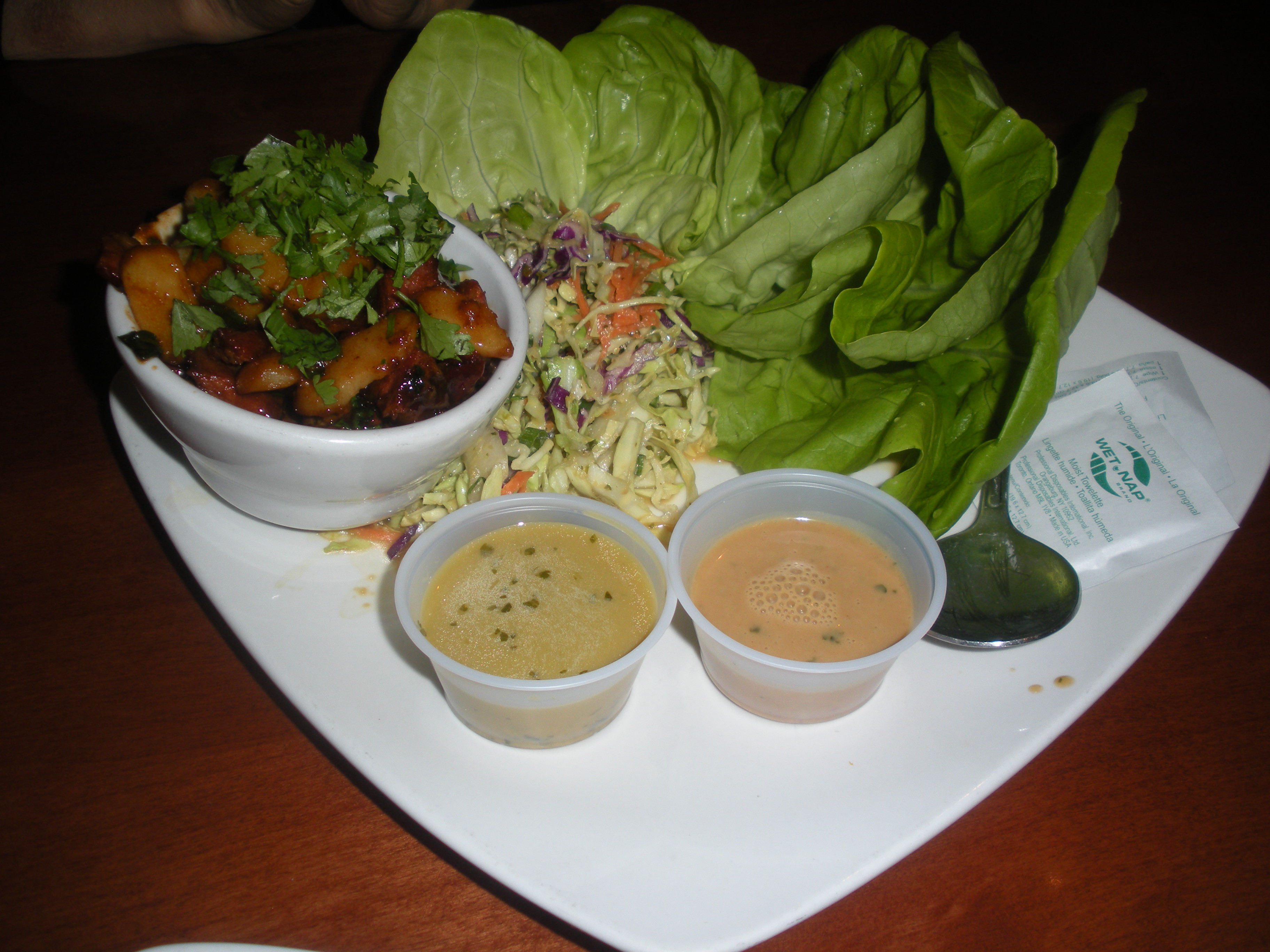
米国カリフォルニア州のレストラン、オーバーン・エールハウスが提供している上海風のレタスラップ。

## 歴史
1894年の The Century Illustrated Monthly Magazineですでにレタスサンドイッチへの言及が見られる。パンでレタスを挟むレタスサンドイッチは20世紀前半の米国と英国において一般的な食品で、上流階級の昼食会でも出されることがあった。現在でも米国をはじめとする国々で食べられている。レストランチェーンのサブウェイが提供している「ベジーデライト」はファストフード版のレタスサンドイッチの一例である。英国では古風な英国料理と見なされている。

## 調理法

### パンで挟むタイプ
2枚のパンにバターかマヨネーズを塗り、レタスを挟む。

### レタスで巻くタイプ
パンの代わりにレタスを使うタイプでは、何らかの具材を大きなレタスの葉で巻くか、2枚の葉で挟んで作る。米国西海岸のハンバーガーチェーン、In-N-Outはハンバーガーパティをバンズではなくレタスで包んだものを「ザ・プロテイン」「プロテイン・スタイル」という名の裏メニューとして提供している。日本のモスバーガーは2004年から断続的に期間限定メニューとして「モスの菜摘」シリーズを販売している。

## メタファー
レタスサンドイッチは英米文化の中で「人目を引かない、興味を惹かない、迫力のない、平凡なもの」を表すメタファーにもなっている。この意味では「べちゃべちゃになったレタスサンドイッチ（→limp (or soggy) lettuce sandwich）という語句が使われることが多い。「レタスサンドイッチを食べて暮らしている（→being on a lettuce sandwich diet）」という表現は生きるために最低限必要なもの以外を持たずにギリギリの生活を送ることを指す。レタスサンドイッチは貧困や生活苦を暗示する場合があり、栄養不足を意味することもある。レタスサンドイッチは粗末で味気ない食べ物だと考えられており、「人生は流しで食べるレタスサンドイッチみたいじゃなくてもいいはずだ」というように失望の象徴として扱われることもある。

## 類似例
バンズの代わりにレタスを使ったサンドイッチのレシピアメリカ国外にも存在しており、たとえば日本のハンバーガーチェーン・モスバーガーはレタスで具材を挟んだ「モスの菜摘」を展開していたほか、東京都新宿区のサンドイッチ専門店「& sandwich.」も「フルレタスサンド」という同様のメニューを展開していた。